# Cañada del Ucle
Cañada del Ucle es una localidad del departamento General López, provincia de Santa Fe, Argentina. Está a 308 km de la capital de la provincia de Santa Fe; sobre la ruta provincial RP 93, a 120 km de Rosario. Su ejido comunal se extiende también por el departamento Caseros.

## Santo Patrono
- San Carlos Borromeo, 4 de noviembre

## Toponimia
Fundada por la familia Dose, pero no se tuvieron en cuenta como fundadores, pues no se presentaron los planos del trazado de la localidad. A partir de este hecho se generaron conflictos entre los pobladores en torno al cambio de nombre para el poblado: Cañada del Ucle o Carlos Dose.

## Población
Cuenta con 941 habitantes (Indec, 2010), lo que representa un descenso frente a los 1,087 habitantes (Indec, 2001) del censo anterior.
| Gráfica de evolución demográfica de Cañada del Ucle entre 1991 y 2010 |
|                                                                       |
| Fuente: Censos nacionales del INDEC                                   |

## Historia

### Pueblos originarios
Las tierras eran de los aucas o araucanos, que incursionaban desde la cordillera a lo largo del Río Quinto, cazando la fauna de esta zona.
- siglo XVIII, época del Virreinato del Río de la Plata, los Pampas, ya a caballo contaban con ganado cimarrón para el sustento. Su guerra por la recuperación de sus territorios usurpados, era la guerra del malón, diezmando las poblaciones, el ganado, etc.
- 1776 para intentar perfeccionar el abatimiento de los originarios, se levantan los Fortines de Melincué, India Muerta, Pavón y Esquina, quedando esta zona fuera de las líneas defensivas
- 1852 esta zona queda dentro de la línea de frontera Río Cuarto - La Carlota - Laguna de Hinojo (Venado Tuerto) - Melincué - Fortín Chañar (Teodelina)
- Para mejorar la comunicación y transporte de granos y de ganado, se proyecta un ramal de Firmat a Río Cuarto y en este se construyó una estación a la que se le dio el nombre de "estación Cañada del Ucle". Las tierras donde funcionaría esa estación, pertenecían a Carlos Dose, Dolores Armstrong de Dose y a Mauricio Larriviere; pero, en sus orígenes tenía como propietarios a las familias Armstrong y Lynen.

## Fundación de la Comuna
- 8 de febrero de 1930

PRESIDENTES COMUNALES EN LOS AÑOS ANTERIORES 
- 1930: Luis Rivolta
- 1930: Vicente Desideri
- 1930: Luis Rivolta
- 1932: Vicente Desideri
- 1934: Bartolomé Fenoglio
- 1935: Vicente Desideri
- 1937: Bartolomé Fenoglio
- 1937: Vicente Desideri
- 1939: Celestino Rivolta
- 1943: Anunciado Falcone
- 1945: Fernando Roca
- 1946: Nicolás Del Grecco
- 1948: Nicolás Sacramone
- 1951: Nicolás Del Grecco
- 1952: Benjamín Donsanti
- 1955: Genaro Ortiz Rojas
- 1955: Julio Caram
- 1958: Luis Moroni
- 1960: Manuel Tonello
- 1965: Adolfo Del Grecco
- 1971: Roberto Del Grecco
- 1973: Adolfo Asencio
- 1971: Julio Caram
- 1976: Hugo Milani
- 1976: Adolfo Del Grecco
- 1983: Julio Caram
- 1985: Germán Fiatti
- 1987: Germán Fiatti
- 1989: Germán Fiatti
- 1991: Germán Fiatti
- 1993: Germán Fiatti
- 1995: Germán Fiatti
- 1997: Ariel Caram
- 1999: Ariel Caram
- 2001: Ariel Caram
- 2003: Ariel Caram
- 2005: Ariel Caram
- 2007: Ariel Caram
- 2009: Ariel Caram
- 2011: Ariel Caram
- 2013: Orlando Pruzzo
- 2015: Orlando Pruzzo
- 2017: Orlando Pruzzo
- 2019: Orlando Pruzzo

## Entidades Deportivas
- Club Carlos Dose

## Escuelas de Educación Común y Adultos
- Escuela N.º 6087 Ciudad de Madrid

El 22 de agosto de 1910 se funda la Escuela Nacional de Cañada del Ucle. De aquí en más se adquiere una enseñanza a la que sé plegan niños de todas la población disminuyendo notablemente el analfabetismo.
En 1934, la comuna crea el Consejo Escolar N.º 80. Para explicar en que consistía, diremos que por estos años la enseñanza primaria, contaba con cuarto grado, la creación de este Consejo Escolar incorporaba en el ámbito de curso superior dos años más de estudio que después sería la enseñanza oficial quien incorporaría a quinto y sexto grado.
En 1982 se comenzó la construcción de la sala de jardín de infantes y preescolar.
- Escuela de enseñanza media N.º 379 "Perito Francisco Moreno"

1992: presentación del libro del historiador local el Adalberto Paulucci.
1995: la Primera Feria Regional de Cultura.
1996: El encuentro Inter- Regional sobre sida, visitó nuestra localidad el Dr. Miroli. Formación de CO.ES. (Cooperativa Escolar).
1997: El Primer Encuentro Folclórico Regional con la participación entre otros de María Elena Sosa, para el 96.º Aniversario de nuestro pueblo: Gran Velada Teatral "Postales de una Cañada".
1998: El Segundo Festival Folclórico con la participación entre otros de Los 4 de Córdoba. Primera Feria de Ciencia y Tecnología.
1999: Segunda Feria Regional de Cultura, concurso queridos recuerdos en el 97.º Aniversario del pueblo.
2000: Presentación de la página Web en Internet. Propuesta reciclaje de residuos. Gran kermés para el 98.º Aniversario del pueblo.

## Museo
- Museo Comunal de Cañada del Ucle

## Parroquias de la Iglesia católica en Cañada del Ucle
| Diócesis  | Venado Tuerto       |
| --------- | ------------------- |
| Parroquia | San Carlos Borromeo |

## Imágenes y ubicación geográfica
- Coord. geográficas e imágenes satelitales

- Datos: Q5398447